# Геметі
Геметі (англ. Gamètì) — поселення в Канаді, у  Північно-західних територіях.

## Населення
За даними перепису 2016 року, поселення нараховувало 278 осіб, показавши зростання на 9,9%, порівняно з 2011-м роком. Середня густина населення становила 30,3 осіб/км².
З офіційних мов обидвома одночасно не володів жоден з жителів, тільки англійською — 270, а 5 — жодною з них. Усього 170 осіб вважали рідною мовою не одну з офіційних, з них усі — одну з корінних мов.
Працездатне населення становило 59,5% усього населення, рівень безробіття — 16%.

## Клімат
Середня річна температура становить -5,5°C, середня максимальна – 19,7°C, а середня мінімальна – -32,1°C. Середня річна кількість опадів – 279 мм.
| Клімат поселення                              | Клімат поселення | Клімат поселення | Клімат поселення | Клімат поселення | Клімат поселення | Клімат поселення | Клімат поселення | Клімат поселення | Клімат поселення | Клімат поселення | Клімат поселення | Клімат поселення | Клімат поселення |
| Показник                                      | Січ.             | Лют.             | Бер.             | Квіт.            | Трав.            | Черв.            | Лип.             | Серп.            | Вер.             | Жовт.            | Лист.            | Груд.            |                  |
| Середній максимум, °C                         | −21,27           | −18,32           | −13,48           | −1,45            | 8,52             | 17,49            | 19,70            | 16,74            | 10,01            | 0,68             | −11,3            | −18,35           |                  |
| Середня температура, °C                       | −26,67           | −23,71           | −18,9            | −6,87            | 3,11             | 12,08            | 16,00            | 13,07            | 6,34             | −2,97            | −14,96           | −22,04           |                  |
| Середній мінімум, °C                          | −32,08           | −29,12           | −24,28           | −12,26           | −2,29            | 6,69             | 12,32            | 9,40             | 2,68             | −6,66            | −18,64           | −25,67           |                  |
| Норма опадів, мм                              | 15               | 12               | 18               | 11               | 15               | 22               | 39               | 44               | 30               | 29               | 24               | 20               |                  |
| Середньомісячна швидкість вітру, м/с          | 2.20             | 2.30             | 3.00             | 3.10             | 3.35             | 3.30             | 3.20             | 3.50             | 3.60             | 3.50             | 2.80             | 2.20             |                  |
| Середньомісячна сонячна радіація, кДж/м²·день | 774              | 2670             | 8239             | 15833            | 20606            | 22660            | 19732            | 14206            | 8187             | 3278             | 966              | 520              |                  |
| --------------------------------------------- | ---------------- | ---------------- | ---------------- | ---------------- | ---------------- | ---------------- | ---------------- | ---------------- | ---------------- | ---------------- | ---------------- | ---------------- | ---------------- |
| Джерело:                                      |                  |                  |                  |                  |                  |                  |                  |                  |                  |                  |                  |                  |                  |